# Walter Pandiani
Walter Gerardo Urquiza Pandiani (Montevideo, 27 d'abril de 1976) conegut internacionalment com a Walter Pandiani, és un futbolista professional uruguaià que juga com a davanter al Vila-real CF. El gener de 2013 va fitxar pel Club Esportiu Atlètic Balears

## Trajectòria
Pandiani és conegut per la seva habilitat per alt, i té el malnom de rifle. Ha estat internacional amb la selecció de l'Uruguai en quatre ocasions i és el màxim golejador de la història del RCD Espanyol en competicions internacionals (10 gols), superant el 2007 a Antoni Camps.
El 2007 fitxà pel CA Osasuna, d'on s'acomiadà en finalitzar la temporada 2010-11 per retornar al RCD Espanyol.
El dia del seu debut amb el Vila-real CF va marcar el seu primer gol, culminant d'aquesta manera la remontada de l'equip groguet contra el CD Guadalajara.

## Palmarès
| Títol               | Club                   | País    | Any       |
| ------------------- | ---------------------- | ------- | --------- |
| Lliga de l'Uruguai  | CA Peñarol             | Uruguai | 1999-00   |
| Supercopa d'Espanya | Deportivo de La Coruña | Espanya | 2000      |
| Supercopa d'Espanya | Deportivo de La Coruña | Espanya | 2002      |
| Copa del Rei        | Deportivo de La Coruña | Espanya | 2002      |
| Copa del Rei        | Real Mallorca          | Espanya | 2003      |
| Copa del Rei        | RCD Espanyol           | Espanya | 2005-2006 |
| Subcampió UEFA      | RCD Espanyol           | Espanya | 2006-2007 |